# Пустники
Пустники (пол. Pustniki, нім. Pustnick) — село в Польщі, у гміні Сорквіти Мронґовського повіту Вармінсько-Мазурського воєводства.
Населення — 183 особи (2011).
У 1975-1998 роках село належало до Ольштинського воєводства.

## Демографія
Демографічна структура станом на 31 березня 2011 року:
|          | Загалом | Допрацездатний вік | Працездатний вік | Постпрацездатний вік |
| -------- | ------- | ------------------ | ---------------- | -------------------- |
| Чоловіки | 93      | 14                 | 70               | 9                    |
| Жінки    | 90      | 20                 | 53               | 17                   |
| Разом    | 183     | 34                 | 123              | 26                   |